# Itoplectis clavicornis
Itoplectis clavicornis là một loài tò vò trong họ Ichneumonidae.